# 37848 Michelmeunier
37848 Michelmeunier este o planetă minoră (asteroid), cu un diametru de 3,685 km, din centura de asteroizi. A fost descoperită pe 27 februarie 1998 la centre de recherches en géodynamique et astrométrie⁠(d) de OCA-DLR Asteroid Survey⁠(d). 
Obiectul prezintă o orbită caracterizată de o semiaxă mare de 2,6808871 UAi, o excentricitate de 0,13, o înclinație de 12,96845 ° în raport cu ecliptica.